# Fetal programming
Fetal programming, auf Deutsch auch Fetale Programmierung genannt, ist eine Forschungsrichtung, die sich mit dem Einfluss von pränatalen Faktoren auf die Gesundheit des Nachkommen in späteren Lebensphasen beschäftigt. Dabei wird sogar eine vererbbare Veranlagung zu bestimmten Gesundheitsstörungen aufgrund von Epigenetik diskutiert. Hierzu gehören insbesondere:
- Entwicklungsveränderungen, die zu einem erhöhten Krankheitsrisiko führen
- Genetische Veränderungen die Einfluss auf Krankheitsrisiken haben
- Epigenetische Veränderungen, die auf weitere Generationen Einfluss haben

Bei Veränderungen der pränatalen Umgebung kann es sich dabei um Ernährungszustände, hormonelle Schwankungen oder Einfluss von Giften (z. B. Medikamente oder Alkohol) handeln.

## Forschungsgeschichte

### Dutch Famine Birth Cohort Studie (über Nachkommen des Hungerwinters von 1944–45)
Die ersten Beobachtungen für das Phänomen des Fetal programming wurden an niederländischen Kindern und späteren Erwachsenen gemacht, deren Mütter während des Winters von 1944–45 schwanger waren. Die deutsche Blockade hatte in den Niederlanden zu einem ausgeprägten Mangel an Nahrungsmitteln geführt und den niederländischen Hungerwinter (Hongerwinter) von 1944–45 ausgelöst. Der extreme Mangel an Nahrungsmitteln führte in der Allgemeinbevölkerung zu einer ausgeprägten Unterernährung. Davon betroffen waren auch Schwangere in verschiedene Phasen der Schwangerschaft. Die „Dutch Famine Birth Cohort“ Studie untersuchte später, welchen Einfluss der Nahrungsmangel auf die Kinder hatte, die während oder kurz nach der Hungersnot geboren wurden.
Dabei fiel auf, dass diese Kinder häufig ein geringeres Geburtsgewicht aufwiesen und später im Leben deutlich häufiger an Diabetes, Übergewicht und Herz- und Kreislauferkrankungen (z. B. koronare Herzerkrankung) litten. Im Verlauf von nachfolgenden Studien fiel auf, dass diese Kinder als Erwachsene die Neigung zu diesen Erkrankungen sogar weiter vererbt hatten: selbst Enkel der Frauen, die während der Hungersnot schwanger waren, waren bei Geburt kleiner als andere Babys – obwohl ihre Mütter während der Schwangerschaft nicht an Nahrungsmangel litten.

### Barker Hypothesis
In den 1980er Jahren begann der britische Epidemiologie David Barker damit, weiter an den Ergebnissen der Dutch Famine Birth Cohort Studie zu forschen. Er formulierte aufgrund seiner Beobachtungen die Hypothese der „Thrifty Phenotypes“, auch „Barker Hypothese“ genannt. Sie ist heute Grundlage der Forschung zu Fetal Programming. Die Barker Hypothese besagt, dass sich ein Fötus, der unter Nahrungsmangel leidet, an die entsprechende Entwicklung selbstständig anpasst. Die vorhandenen Nährstoffe werden dabei vor allem dem Herz, dem Gehirn und anderen essentiellen Organen zur Verfügung gestellt. Die metabolischen Veränderungen sind zu diesem Zeitpunkt sinnvoll fürs Überleben – können allerdings zu Problemen führen, wenn der Nahrungsmangel behoben ist oder Nahrung sogar im Überfluss vorhanden ist. Erwachsene mit dieser Stoffwechseleinstellung leiden daher an einem erhöhten Risiko, am metabolischen Syndrom zu erkranken.

## Einflussfaktoren in der Schwangerschaft
Verschiedene Einflussfaktoren in der Schwangerschaft wurden bereits untersucht in retrospektiven und prospektiven Studien zu Fetal Programming. Am besten belegt sind die Effekt die Unter- und Überernährung des Fetus während der Schwangerschaft. Hormonelle Schwankungen während der Schwangerschaft können ebenfalls Einfluss auf psychische und physische Gesundheit des Nachkommen haben. Inzwischen wurden allerdings wurden eine Vielzahl an Faktoren wie Alkohol, Medikamente, Vitaminsupplemente und künstliche Süßstoffe auf ihren pränatalen Einfluss hin untersucht, oft noch mit unklaren Ergebnissen.

### Mangel-/Unterernährung
Mangel- und Unterernährung der Mutter führen zu einer intrauterinen Wachstumsretardierung und einem geringen Geburtsgewicht beim Fötus. Dieses wiederum erhöht das Risiko, später im Leben an Diabetes, Bluthochdruck, Übergewicht und anderen kardiovaskulären und metabolische Erkrankungen zu leiden. Hungersnöte sind in Industrienationen heutzutage ausgesprochen selten – Unterernährung der Mutter kann aber in Zusammenhang mit Essstörungen wie Anorexie durchaus vorkommen.
Auch Plazentafunktionsstörungen (wie sie etwa bei Präeklampsie vorkommen) können zu einem Mangel an Nährstoffen beim Fötus führen und so ebenso einen negativen Einfluss auf dessen spätere metabolische Gesundheit haben.

### Überernährung/Übergewicht in der Schwangerschaft
Auch ein Überangebot an Nahrung während der Schwangerschaft kann ähnliche Risiken wie Mangel- und Unterernährung hervorrufen. Ausschlaggebend für das Risiko des Nachkommen ist dabei neben der Ernährung in der Schwangerschaft auch der BMI der Mutter vor der Empfängnis. Der Mechanismus hinter dem erhöhten Risiko ist möglicherweise eine gesteigerte Ausschüttung des fetalen Hormones Leptin. Der Theorie zufolge hat Leptin einen negativen Einfluss auf die Regulationsfunktionen des Fötus und erhöht damit das spätere Risiko an Bluthochdruck zu erkranken.

### Schilddrüsenfunktionsstörungen
Schilddrüsenhormone spielen eine wichtige Rolle bei der Entwicklung des fötalen Gehirns. Veränderte Schilddrüsenhormone von Müttern, die an Schilddrüsenfunktionsstörungen (z. B. Hashimoto-Thyreoiditis) leiden, können so auch Einfluss auf die Gehirnentwicklung des Babys haben. Ab etwa dem 2.Trimester ist der Fötus in der Lage, selbst Schilddrüsenhormone zu produzieren – im 1. Trimester ist er allerdings auf eine Versorgung durch die Mutter angewiesen. Ein Unterangebot von Schilddrüsenhormon in dieser Phase kann Einfluss auf die spätere psychiatrische Gesundheit des Nachkommen haben. Auch das Risiko für Krampfanfälle, ADHS und Autismus ist erhöht.

### Alkohol
Alkohol kann die Plazentaschranke der Mutter passieren und daher über die Nabelschnur das ungeborene Kind ebenfalls erreichen. Exzessiver Alkoholkonsum der Mutter (4–5 Einheiten pro Tag) während der Schwangerschaft kann zur Ausbildung eines fetalen Alkoholsyndroms führen. Der genaue Mechanismus durch den Alkohol die fetale Entwicklung stört, ist dabei nicht komplett verstanden. Allerdings sind vermutlich auch bereits geringere Mengen Alkohol in der Schwangerschaft schädlich, weshalb Schwangeren allgemein komplett vom Alkoholkonsum abgeraten wird.
Studien zu Fetal Programming kamen zum Ergebnis, dass bereits eine Portion Alkohol pro Tag während der Frühschwangerschaft (1.Trimester) das Risiko signifikant erhöht, dass der Nachkomme im jungen Erwachsenenalter selbst mehr Alkohol konsumiert. Alkohol hat dabei einen weitreichenden Einfluss auf die neuroendokrine Entwicklung und das Verhalten des Kindes.

### Rauchen
Weniger bekannt als der schädigende Einfluss von Alkohol auf eine Schwangerschaft ist der Zusammenhang zwischen Rauchen und negativen Auswirkungen auf den Fötus. Rauchen in der Schwangerschaft kann zu intrauteriner Wachstumsretardierung, Frühgeburtlichkeit und geringerem Geburtsgewicht führen. Doch auch nach der Entbindung besteht durch Fetal Programming eine weitere Schädigung durch den Tabakeinfluss in der Schwangerschaft. Sowohl das erhöhte Risiko für plötzlichen Kindstod als auch im späteren Erwachsenenleben Leben für die Entwicklung von Asthma, metabolischem Syndrom und Verhaltensstörungen bestehen fundierte, wissenschaftliche Anhaltspunkte.

## Medikamente

### Antihypertensiva
Bestimmte Medikamente wie Antihypertensiva stehen im Verdacht, eine „pharmakologische“ Programmierung des Fötus auslösen zu können. Dieser Zusammenhang ist insbesondere deswegen sehr relevant, da Bluthochdruck in der Schwangerschaft in bis zu 10 % der Schwangerschaften auftritt und damit eine der häufigsten Schwangerschaftskomplikationen darstellt. Da Bluthochdruck in der Schwangerschaft sich zu einer potentiell lebensgefährlichen Präeklampsie entwickeln kann, werden Frauen mit Schwangerschaftshypertonie oft mit Antihypertensiva behandelt.

### Corticosteroide
Insbesondere Corticosteroide wie Betamethason stehen immer wieder im Fokus von Studien zu Fetal Programming. Die Datenlage ist bisher nicht eindeutig bezüglich Einflüssen auf die spätere Gesundheit des Nachkommen, eine pränatale Kortisonexposition kann zu Hyperaktivität bei Kindern führen. Einzeldosen, wie sie im Rahmen der Förderung der Lungenentwicklung bei drohenden Frühgeburten gegeben werden, haben allerdings keinen Einfluss auf spätere kognitive Leistung und psychiatrische Gesundheit.

### Diethylstilbestrol
Das synthetische Östrogen Diethylstilbestrol wurde insbesondere in 1950 und 1960 Jahren von vielen schwangeren Frauen eingenommen. Ein Zusammenhang mit dem Brustkrebsrisiko bei weiblichen Nachkommen scheint zu bestehen.

## Zustände/Krankheitsbilder mit möglichem Zusammenhang zu Fetal Programming
Wissenschaftler konnten bereits Zusammenhänge zwischen verschiedensten Einflüsse in der Schwangerschaft und einer Vielzahl an häufigen Zivilisationskrankheiten feststellen.

### Metabolisches Syndrom
Als metabolisches Syndrom wird die Kombination aus Diabetes, Übergewicht und Bluthochdruck bezeichnet. David Barker war der erste Mediziner, der sich intensiv mit dem Einfluss von fetalen Faktoren auf niedriges Geburtsgewicht und den Zusammenhang mit späteren kardiovaskulären Erkrankungen beschäftigte. Zahlreiche epidemiologische Studien konnten inzwischen belegen, dass ein Zusammenhang zwischen pränatalen Einflussfaktoren und der späteren Entwicklung von Diabetes, Übergewicht, Bluthochdruck und damit metabolischem Syndrom besteht.
Bei Nachkommen von Müttern, die während der Schwangerschaft unter Schwangerschaftsdiabetes litten, ist das Risiko selbst an Diabetes zu erkranken, um den Faktor 3,6 erhöht. Der Mechanismus dahinter ist inzwischen ebenfalls bekannt: durch das übermäßige Angebot an Glucose im Blut der Mutter werden beim Fetus Betazellen im Pankreas aktiviert. Nach der Geburt fehlt die Überstimulation durch die mütterliche Glucose und es kommt zu einer reduzierten Insulinsekretion und damit einer reduzierten Glucosetoleranz.

### Schizophrenie und andere psychiatrische Erkrankungen
Der mentale Status der Mutter während der Schwangerschaft hat einen entscheidenden Einfluss auf die spätere psychische Gesundheit des Kindes, dieser Effekt wird vermutlich durch Hormone vermittelt. Sowohl mütterliche Depression als auch Stresszustände und PTSD stehen im Verdacht, sich langfristig negativ auf die Gesundheit des Nachfahren auszuwirken und möglicherweise epigenetische Veränderungen zu verursachen. Insbesondere das Risiko für den Nachkommen, später Schizophrenie zu entwickeln, hängt mit verschiedenen pränatalen Einflüssen zusammen.

### Polyzystische Ovarien (PCO-Syndrom)
Das Polyzystische Ovarialsyndrom ist eine Erkrankung, die ca. 5–15 % aller Frauen im gebärfähigen Alter betrifft und mit Zyklusunregelmäßigkeiten einhergeht. Die Ursache des polyzystischen Ovarialsyndroms ist nicht geklärt, aber einige Studien haben inzwischen untersucht, dass pränatale Einflüsse (insbesondere ein Androgenüberschuss) einen Einfluss auf die spätere Entwicklung der Erkrankung bei weiblichen Nachkommen haben können. In einer retrospektiven Studie fiel auf, dass Frauen, die unter polyzystischen Ovarien litten, durchschnittlich ein höheres Geburtsgewicht aufwiesen und häufiger von übergewichtigen Müttern geboren wurden.

### Krebs (Brustkrebs, Hodenkrebs, Hirntumore)
Erste Erkenntnisse deuten darauf hin, dass fetale Programmierung einen Einfluss hat auf das Risiko, später Brustkrebs oder Hodenkrebs zu entwickeln. Auch für kindliche Hirntumore scheint ein Zusammenhang mit einem höheren Geburtsgewicht zu bestehen. Für andere Krebsarten sind die Ergebnisse aktuell uneindeutig.

## In-vitro-Fertilisation und fetale Programmierung
Studien zu In-vitro-Fertilisation und fetaler Programmierung kamen zum Ergebnis, dass bereits perikonzeptionelle Unterschiede einen Einfluss auf die spätere Gesundheit von Nachkommen haben. So ist etwa das Knochenalter bei Mädchen (nicht aber Jungen), die durch In-vitro-Fertilisation gezeugt wurden, im Jugendalter erhöht und sie hatten höhere LH- und DHEAS-Werte. Auch der Blutdruck sowie die Nüchternglukosewerte waren unterschiedlich bei Jugendlichen, die durch künstliche Befruchtung gezeugt wurden.